# Estanislau August Poniatowski (1676-1762)
Estanislau August Poniatowski  (pronunciació en : /staɲiswaf pɔɲatɔfskʲi/) (Chojnik, Lesser Poland Voivodeship, 15 de setembre de 1676 - Ryki, 29 d'agost de 1762) fou un comandant militar, diplomàtic i noble militar polonès. Al llarg de la seva carrera, Poniatowski va exercir en diverses oficines militars i va ser general en els militars suecs i polonesos-lituans. També va ocupar nombrosos càrrecs civils, inclosos els de podstoli de Lituània i gran tresorer de l'exèrcit lituà el 1722, voivode del voivodat de Masàvia el 1731, regimentarz de l'exèrcit de la corona el 1728 i casteller de Cracòvia el 1752. Durant tota la seva vida, va servir com starosta en moltes posicions.
Poniatowski estava implicat en la política del Commonwealth i era un membre destacat de la Familia, una facció dirigida per la família Czartoryski. En diverses ocasions va estar al servei de Stanisław I Leszczyński (Estanislau I de Polònia), el principal rival d'August II pel tron de Polònia. Després d'haver servit com a oficial militar i enviat per Leszczyński durant la Gran Guerra del Nord, Poniatowski va abraçar després el Augustus que va donar suport al rus. Posteriorment, durant la Guerra de Successió polonesa, va tornar, amb la majoria de la família, a la seva anterior fidelitat. Més tard va realitzar una reconciliació amb Frederic August II, i finalment es va convertir en un dels nous consellers principals del rei.
El cinquè fill de Poniatowski, Estanislau August, va regnar com a últim rei de Polònia des del 1764 fins al 1795, quan va abdicar arran de la Tercera Partició de Polònia per l'Imperi rus, el Regne de Prússia i el Sacre Imperi Romà. El seu net, el príncep Józef Antoni Poniatowski, fou un general polonès i posteriorment mariscal del Primer Imperi francès, al servei de Napoleó I.
Poniatowski va néixer el 15 de setembre de 1676 al poble de Chojnik, part de la Voivodatia de Petita Polònia. Era fill de Franciszek, i d'Helena Niewiarowska, i del net patern d'un Jan Poniatowski, que va morir abans de 1676, tot i que els rumors sobre el seu progenitor afirmaven que era el fill de Sapieha amb una jueva polonesa desconeguda, després fou adoptat per Franciszek.
Va rebre l'educació primària a Cracòvia, a l'Acadèmia de Cracòvia a l'escola Nowodworski. Als 13 anys, va ser enviat a Viena, capital del Sacre Imperi Romà on va passar dos anys, i després va viatjar a Sèrbia, aleshores una província d'aquest imperi. Allí, es va oferir voluntari per unir-se a les forces imperials en campanya contra els otomans en la Gran Guerra de Turquia. Va exercir d'adjunt a Michał Franciszek Sapieha, i més tard va comandar una companyia de cuirassers. Va participar en la batalla de Zenta el 1697.
Després del tractat de Karlowitz de 1699, que va posar fi a la guerra, va tornar a Lituània. Al seu retorn, es va casar amb Teresa Woynianka-Jasieniecka, però el seu matrimoni va acabar bruscament amb la seva mort poc temps després. La unió, però, va elevar la seva condició social. El 1700, va participar en la guerra civil lituana com a partidari de la família Sapieha, lluitant en la batalla d'Olkieniki. Aquí va ser capturat, però va aconseguir escapar, i després va ser emissari de Sapieha a Carles XII, de Suècia.

## La Gran Guerra del Nord i el posterior servei suec
El 1702, les forces sueques van envair la Commonwealth com a part de la Gran Guerra del Nord, que havia començat el 1700 entre l'Imperi suec i la tsardom de Rússia. August II de Polònia, i elector de Sajonia, va ser un aliat de les forces del tsar rus Pere I. August va ser derrotat, i el mateix rei va ser obligat a tornar a Saxònia. Va ser substituït per Charles per Stanisław Leszczyński, un noble polonès i comte del Sacre Imperi Romà. Poniatowski, exercint com a negociador entre la confederació de Wielkopolska i Carles XII, va prendre el bàndol de Leszczyński i es va allunyar dels Sapiehas, abans els seus patrons.
El 1708, Leszczyński va nomenar Poniatowski el seu representant personal dfavant Carles XII. Va participar en la batalla de Holowczyn aquell any i va servir d'ajuda a Carles XII durant l'exili a l'Imperi Otomà després de la batalla de Poltava el 1709. Aquí va treballar per establir una aliança entre els otomans i els suecs, amb l'objectiu de porta els otomans a la guerra contra Rússia. A causa dels esforços diplomàtics per part dels francesos, alineats amb Suècia, els otomans van començar a fer campanya contra els russos el 1710. Amb aquest canvi en la política exterior otomana va arribar la destitució de Çorlulu Damat Ali Paixà, gran visir d'Ahmed III. El seu successor, Köprülüzade Damat Numan Paixà, era conegut de Poniatowski i havia estat partidari d'un canvi anti-rus en la política otomana.
Poniatowski va acompanyar els otomans durant la campanya del riu Pruth (Guerra russoturca (1710-1711)), però no estava satisfet amb el tractat de la Prut, que va veure la retirada dels otomans de la guerra. Els seus intents de perllongar i inflamar el conflicte van fracassar, amb la qual cosa es va perdre la seva condició a l'Imperi i la seva eventual sortida del 1713.
Poniatowski no va tornar a Polònia, ja que Lesczyński s'havia vist obligat a retirar-se a la Pomerània sueca al retorn d'August el 1709. Amb el suport de les forces russes, August havia obligat Lesczyński deixar el tron i havia reprès la corona aquell any. En canvi, Poniatowski va entrar al servei de Suècia, exercint com a diplomàtic tant per a Carles XII com per a Lesczyński. Posteriorment va participar en els intents de mediació entre Lesczyński i August, i també es va incorporar a l'exèrcit suec en diverses campanyes, sent ferit durant un el 1716. Durant el curs de les seves activitats diplomàtiques, va viatjar per tot Europa, fins a països com Prússia, França i Espanya. Pel seu servei a Carles XII, va rebre el càrrec de governador del Palatinat-Zweibrücken, aleshores en unió personal amb Suècia.

## Anys posteriors: polític i magnat polonès
A la mort de Charles XII el 1718, va continuar servint a Leszczyński com a diplomàtic. El 1719 va ser empresonat breument a Copenhaguen i va sol·licitar el permís oficial del govern suec, que va rebre aquell any, finalitzant així el seu servei de diplomàtic suec. Va tornar al Commonwealth, on va utilitzar el títol de general de cavalleria. El 14 de setembre de 1720 es va casar amb la princesa Konstancja Czartoryska; aquest matrimoni li va aportar riqueses importants. Durant els propers anys, es va implicar cada cop més en la creació de la facció política de la família, i la majoria de les seves accions van tenir com a objectiu augmentar el poder polític de la família.
El 5 de desembre de 1722 va rebre el despatx de Podstoli de Lituània (podstoli litewski) el 1722, i el 16 de desembre, gran tresorer de l'exèrcit lituà (podskarbi wielki litewski), i es va unir cada cop més aliat amb l'August II el 20 de desembre de 1724 va obtenir el grau militar de general de l'exèrcit lituà (generał lejtnant wojsk litewskich). El 1726 es va convertir en Cavaller de l'Orde de l'àguila blanca. També se li va prometre el càrrec de la gran corona Hetman per August II, rebent el 1728 el rang de comandant de la corona. Durant un període en què no es va nomenar cap hetman de la Corona, va actuar com a comandant de facto de l'exèrcit polonès-lituà. Va gaudir del suport de l'exèrcit, però la seva incursió en la política li va guanyar una oposició important entre els szlachta (noblesa), dirigits per la família Potocki. Es va convertir en el voivode de la voivodat de Masàvia el 1731.
Després de la mort d'August II el 1733, va tornar a posar en marxa els seus vells llaços amb Leszczyński, però va intentar assegurar la seva pròpia elecció al tron. Amb el temps, però, va decidir concedir a Leszczyński el seu suport total, fent-ho durant la convocatòria de la convocatòria de 1733. Va tornar a exercir de diplomàtic de Leszczyński durant la següent Guerra de Successió de Polònia.
El 1734, es va canviar de bàndol i es va unir i recolzar a Augustus III. Després de diversos anys de desconfiança, August III va començar a tractar Poniatowski com un dels seus principals consellers. Durant els propers anys, durant la dècada de 1740, ell es va familiar i va donar suport als plans de reforma i enfortiment de la Commonwealth, però la majoria van fracassat a causa del veto liberum que va interrompre el procediment de Sejm. Aquests fracassos probablement van provocar la seva apatia, i es va fer molt menys actiu en el panorama polític a la dècada de 1750. El 6 de juny de 1752 va rebre el despatx de castellanisme de Cracòvia.
Prop del final de la seva vida, Poniatowski es trobava entre els magnats més rics de la Commonwealth, amb el valor de les seves finques estimades en uns 4 milions de zlots. Va morir a Ryki el 29 d'agost de 1762, poc després de patir una greu caiguda mentre caminava.
Era fill de Franciszek Poniatowski (1640/1650 - 1691-1695), łowczy podlaski el 1680 i Cześnik Wyszogrodzki el 1690, i de la seva dona Helena Niewiarowska, amb qui s'havia casat el 1673 o el 1674. El seu germà gran Józef Poniatowski (1674 - després de 1731) era un coronel de gènere wojsk i es va casar sense problema amb Helena Otfinowska. Els seus germans menors eren Michał Jacenty Poniatowski, dominicà, i Zofia Agnieszka Poniatowska, una abadessa carmelità de Cracòvia. Es va casar primer poc després de 1701 i es va divorciar de Teresa Woynianka-Jasieniecka, que va morir després de 1710, sense cap tipus de problema, i en segon lloc de la princesa Konstancja Czartoryska el 14 de setembre de 1720. Van tenir vuit fills.